# Кокарна (Атирауська міська адміністрація)
Кока́рна (каз. Көкарна) — колишній аул у складі Атирауської міської адміністрації Атирауської області Казахстану. Входить до складу Баликшинської селищної адміністрації. Ліквідований у 2018 році.
У радянські часи аул називався Курілкіно.
Населення — 2534 особи (2009; 1082 в 1999).